# ببغاء ذو حنجرة حمراء
ببغاء ذو حنجرة حمراء طائر جميل يمتلك حنجرة حمراء اللون
الوصف
يبلغ طولها 12 سم ، ولها ريش أخضر زمردي مع قناع أحمر داكن يبدأ من خلف الأذن والخد ويستمر باتجاه الحلق والجزء العلوي من المحصول. يمر قناع الذكر 3 مم خلف العين بينما يصل القناع في الأنثى إلى مؤخرة العين ولكن هناك استثناءات. كما أن لها ردفًا وذيلًا أحمر. فقط الذكر يغني.
الموطن والغذاء
يعيش فقط في كاليدونيا الجديدة ، في الأدغال. في بحثه عن الطعام ، يتجنب التخليص قدر الإمكان. يتم رؤيتهم أحيانًا على الأرض بحثًا عن البذور المتساقطة ، لكن طعامهم الرئيسي هو في الغالب بذور الحشائش.
طريق الحياة
إنهم يعيشون في مجموعات من عدة أفراد.
التكاثر
لا يوجد موسم تكاثر. تتكاثر على مدار السنة.
متنوعة محلية
فقط فرد من الصنف الأزرق ، من التكاثر ، يعتبر حيوانًا محليًا بموجب القانون الفرنسي. وبالتالي فإن الأشكال الأخرى لهذا الطائر تقع تحت التشريع المتعلق بالحيوانات البرية.